# Noccaea arctica
Noccaea arctica là một loài thực vật có hoa trong họ Cải. Loài này được (A.E. Porsild) Holub mô tả khoa học đầu tiên năm 1998.